# North Queensland Naturalist
North Queensland Naturalist (abreviado N. Queensland Naturalist) es una revista con ilustraciones y descripciones botánicas que es editada en Australia desde el año 1932.